# Auvers-sur-Oise
Auvers-sur-Oise – miejscowość i gmina we Francji, w regionie Île-de-France, w departamencie Dolina Oise.
Według danych na rok 1990 gminę zamieszkiwało 6129 osób, a gęstość zaludnienia wynosiła 483 osób/km² (wśród 1287 gmin regionu Île-de-France Auvers-sur-Oise plasuje się na 300. miejscu pod względem liczby ludności, natomiast pod względem powierzchni na miejscu 252.).

## Vincent van Gogh

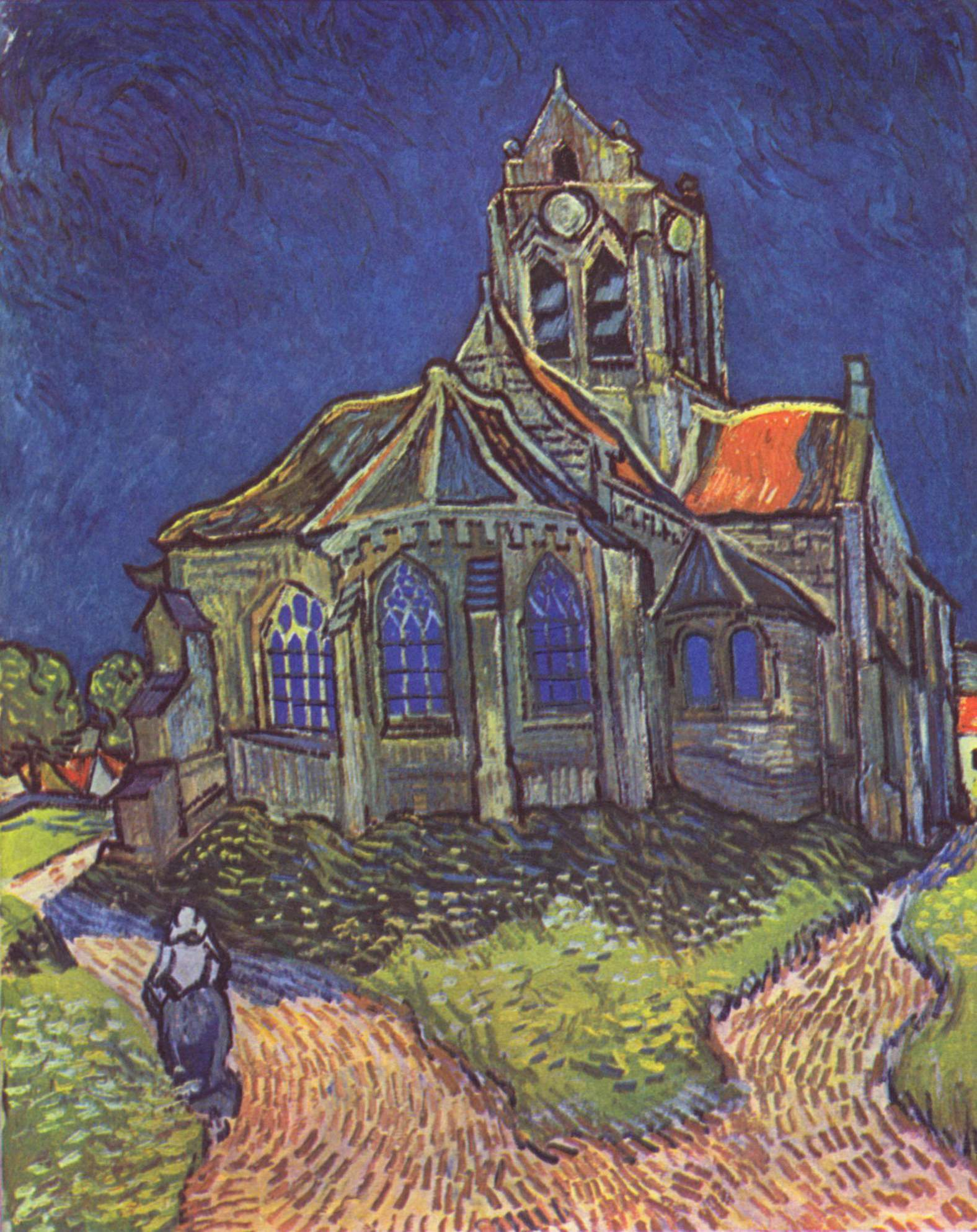
Kościół w Auvers-sur-Oise namalowany przez Vincenta van Gogha, 1890

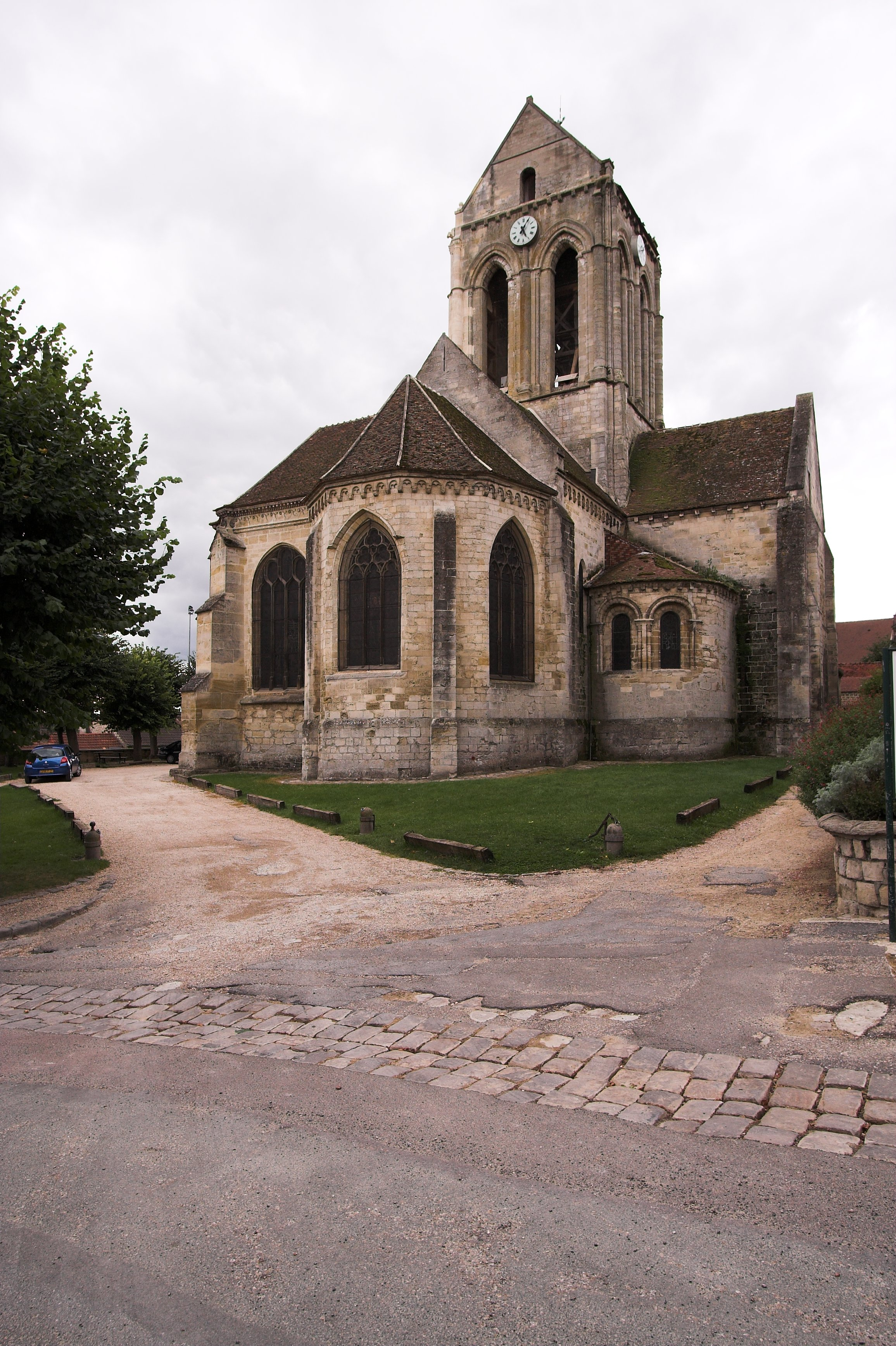
Kościół w Auvers-sur-Oise

Gmina Auvers-sur-Oise jest prawdopodobnie najbardziej znana jako ostatnie miejsce pobytu i miejsce spoczynku Vincenta van Gogha i jego brata Theo. W dniu 27 lipca 1890 Vincent van Gogh wyszedł z gospody Ravoux na spacer mając przy sobie pożyczony rewolwer (Vincent tłumaczył, że potrzebuje go, aby strzelać do kruków). Tego samego dnia postrzelił się w brzuch, zmarł po dwóch dniach. Malarza, a wkrótce także jego brata, pochowano w Auvers-sur-Oise.
Innym znanym mieszkańcem miejscowości był dr Paul Gachet, który leczył Vincenta van Gogha podczas jego pobytu w Auvers-sur-Oise. Paul Gachet stał się sławny w związku z faktem, iż jego portret, namalowany przez Vincenta należy do najdrożej sprzedanych dzieł sztuki w historii.

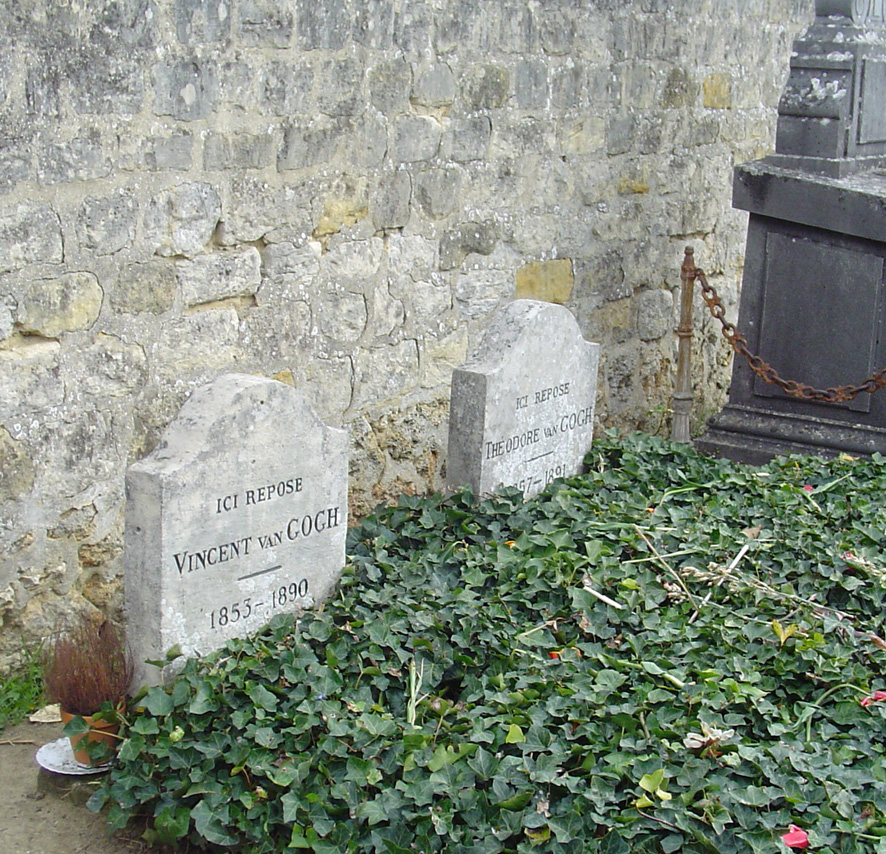
Groby braci Vincenta i Theo van Goghów w Auvers-sur-Oise